# Manfred Wespel
Manfred Wespel (* 14. November 1942 in Biberach an der Riß) ist ein deutscher Germanist, Pädagoge und Hochschullehrer.

## Leben
Wespel war ab 1972 am Projekt Linguistische Fachdidaktik der Deutschen Forschungsgemeinschaft an der Universität Konstanz tätig und promovierte dort 1975 mit der Arbeit Linguistik und Lehrerbildung zum Dr. phil. Anschließend war er an der Pädagogischen Hochschule Schwäbisch Gmünd tätig, wurde dort 1978 zum Professor ernannt. Von 1998 bis 2002 war er Rektor der Hochschule, 2008 trat er in den Ruhestand ein.
Wespel der Gründer und Leiter der Kinderuniversität in Schwäbisch Gmünd und Initiator des Wissenschaftsaustauschs mit Benin, wurde 2013 für seine Verdienste zum Ehrenbürger der PH Schwäbisch Gmünd ernannt.
Wespel beschäftigt sich unter anderem mit dem Rechtschreibunterricht, insbesondere Grundlegende Rechtschreibstrategien sowie mit Lese-Rechtschreibschwächen, dabei mit Interventionsprogrammen und lesedidaktische Aufbereitung von Texten.

## Publikationen (Auswahl)
- mit Wolfgang Klier: Sprache in Lehr- und Lernprozessen. Das Studium der Linguistik für den Deutschlehrer in Ausbildung, Weiterbildung und Praxis. Klett, Stuttgart 1976. ISBN 3-12-928540-7.
- Computereinsatz im Deutschunterricht. Zur Arbeit mit Grundwortschätzen im Erstlesen, Lesen und Rechtschreiben der Grundschule. Metzler, Stuttgart 1989. ISBN 3-519-02564-7.
- Wie wird mein Kind zum Leser? Praktische Tipps und alles Wissenswerte zum Lesen lernen. Ars-Edition, München 1998. ISBN 3-7607-3780-3.
- Sprechen, schreiben und rechtschreiben fördern. Westermann, Braunschweig 2011. ISBN 978-3-14-164027-4.